# Carlos Ruiz Zafón
Œuvres principales
- L'Ombre du vent
- Le Jeu de l'ange
- Le Prisonnier du ciel
- Le Labyrinthe des esprits
- Marina
- Cycle de la brume

Carlos Ruiz Zafón, né le 25 septembre 1964 à Barcelone et mort le 19 juin 2020 à Los Angeles, est un auteur espagnol.
Il écrit principalement en espagnol. De 1993 jusqu'à sa mort, il habite à Los Angeles où il écrit des scénarios de films.

## Biographie
À l'âge de quatorze ans, Carlos Ruiz Zafón écrit son premier roman, une histoire de 500 pages. À 19 ans, il choisit de commencer sa carrière dans la publicité, qu'il quitte pour se consacrer à son roman Le Prince de la brume, publié en 1993 (prix de la jeunesse d'Edebé en 1993).
Son quatrième roman, L'Ombre du vent, a été sélectionné dans les romans étrangers pour le prix Femina 2004. Il a reçu aussi des prix littéraires français, comme le prix des Amis du Scribe et le prix Michelet en 2005, ainsi qu'au Québec, comme le prix des libraires du Québec 2005 (roman hors Québec). Le roman a été vendu à plus de 12 millions d'exemplaires dans 50 pays.
En janvier 2010, le classement de plusieurs magazines dédiés à l'édition, dont Livres Hebdo en France et The Bookseller (en) au Royaume-Uni, l'introduit à la cinquième place des écrivains de fiction les plus vendus en Europe en 2009.
Il meurt à Los Angeles le 19 juin 2020 des suites d'un cancer colorectal.

## Œuvres

### Cycle duCimetière des livres oubliés
1. L'Ombre du vent, Grasset, 2004 ((es) La sombra del viento, Planeta, 2001), trad. François Maspero  (ISBN 978-2246631613)Prix des libraires du Québec 2005, prix Barry 2005
2. Le Jeu de l'ange, Robert Laffont, 2009 ((es) El juego del ángel, Planeta, 2008), trad. François Maspero  (ISBN 978-2221111697)
3. Le Prisonnier du ciel, Robert Laffont, 2012 ((es) El prisionero del cielo, Planeta, 2011), trad. François Maspero  (ISBN 978-2221131022)
4. Le Labyrinthe des esprits, Actes Sud, coll. « Lettres hispaniques », 2018 ((es) El laberinto de los espíritus, Planeta, 2016), trad. Marie Vila Casas  (ISBN 978-2330103347)

### Cycle de la brume
1. Le Prince de la brume, Robert Laffont, 2011 ((es) El principe de la niebla, Edebé, 1993), trad. François Maspero  (ISBN 978-2221122891)
2. Le Palais de minuit, Robert Laffont, 2012 ((es) El Palacio de la medianoche, Edebé, 1994), trad. François Maspero  (ISBN 978-2221122914)
3. Les Lumières de septembre, Robert Laffont, 2012 ((es) Las luces de septiembre, Edebé, 1995), trad. François Maspero  (ISBN 978-2221122907)

### Roman indépendant
- Marina, Robert Laffont, 2011 ((es) Marina, Edebé, 1999), trad. François Maspero  (ISBN 978-2221116524).

### Recueil de nouvelles
- La Ville de vapeur, Actes Sud, coll. « Lettres hispaniques », 2021 ((es) La ciudad de vapor, Planeta, 2020), trad. Marie-Christine Vila  (ISBN 978-2-330-15611-4)

### Participation
- Promenades dans la Barcelone de l'Ombre du vent (Le Livre de poche no 31698) de S. Burger et al. avec la collaboration de C. R. Zafón.